# Apache Kid
Hashkee Binaa Nteel (en apache: «hombre alto de destino misterioso» o también «hombre de ojos feroces»), más conocido como Apache Kid, fue un fugitivo del oeste estadounidense del siglo XIX a quien se le imputaron diversos delitos en los territorios de Arizona y Nuevo México. La mayoría de los hechos ocurridos a lo largo de su vida, sin embargo, son desconocidos.

## Ingreso en los Apache Scouts
Se presume que nació en la agencia San Carlos en la reserva india de White Mountain, Arizona, en la década de 1860. En su juventud trabajó en oficios varios en la localidad de Globe. Allí hizo amistad con el scout Albert Sieber a quien le tuvo mucha lealtad. Eran los años donde tuvieron lugar las denominadas Guerras apaches. En tales conflictos, el general George Crook decidió crear el grupo conocido como Apache Scouts, formado por los mismos nativos, que colaborarían en el asedio a los rebeldes. Apache Kid formó parte de este contingente en 1881 y el año siguiente fue ascendido a sargento.
Durante los años 1885 y 1886 participó en misiones que se adentraron en México en busca del líder Gerónimo. Su desempeño era bien reconocido. En medio de estos acontecimientos, Apache Kid estuvo involucrado en una sangrienta pelea de borrachos. Logró evadir el pelotón de fusilamiento con los involucrados y fue multado con 20 dólares. Terminado el conflicto, el final de los Apache Scouts no fue el mejor. Uno de los oficiales, el general Nelson Miles, decidió desmantelar el escuadrón y enviarlos junto a los apaches capturados en destierro hacia Florida.

## Huida
En mayo de 1887, cuando los oficiales a cargo estaban ausentes de la agencia San Carlos, los Apache Scouts decidieron tener una fiesta donde abundó el tiswin, licor hecho de maíz fermentado; Apache Kid estaba a cargo del grupo. En medio del festejo, su padre, Togo-de-Chuz, fue asesinado por Gon-Zizzie. En venganza, el padre del agresor fue muerto por parciales de Kid, quien posteriormente mató al hermano de Gon, de nombre Rip.
Tiempo después, los capitanes Sieber y Pierce regresaron al lugar y confrontaron a los revoltosos. Pierce les ordenó encerrarse en una galera. Mientras esto ocurría, alguien disparó desde la multitud que observaba. El tiro destrozó el tobillo de Sieber quien quedó cojo para el resto de su vida. En medio de la confusión los apaches castigados huyeron, a pesar de haber certeza que ellos no hicieron el disparo por estar desarmados.
Los fugitivos huyeron a las cercanías del río San Carlos, por dos semanas, hasta ser localizados por los Apache Scouts. Al fin, Apache Kid y siete fugitivos más se rindieron en medio de negociaciones con el general Nelson Miles el 25 de junio. Los acusados se presentaron ante una corte marcial para responder por la lesión de Sieber y les sentenciaron a muerte frente al pelotón de fusilamiento. Sin embargo, gracias a la influencia de Miles la pena se cambió a prisión de por vida. Nuevamente el militar protestó y la sentencia se cambió a prisión de 10 años. Al final, en octubre, los acusados fueron liberados en San Carlos. A su regreso enfrentaron protestas de los residentes. 
Nuevamente los nativos fueron capturados. Esta vez les condenaron a siete años de prisión en Yuma. En ruta a su confinamiento, los presos lograron reducir a sus guardianes. Uno de ellos fue asesinado. Otro murió, aparentemente de ataque al corazón. Un tercero sobrevivió y en su testimonio dijo que Apache Kid le salvó la vida al golpear en la cabeza, con una roca, a uno de los fugitivos que estaba presto a matarle. Esta sería la última vez que Apache Kid fue visto en persona de manera certera.

## Años inciertos del fugitivo
Durante los siguientes años, muchas acusaciones de hechos delictivos se imputarían al apache. Le inculparon de robo de ganado, atracos en líneas de transporte y ataques a vecinos, entre otros. Algunos aseveraban que se había transformado en un solitario despreciado por su gente mientras vagaba en las montañas de Sierra Madre Occidental; aparentemente vecinos de la zona le daban albergue. Hubo quienes dijeron que secuestró a una mujer y posteriormente la mató. Una recompensa se estableció por su captura con un monto de $US 5.000. Cierta vez alguien reportó un hombre muerto después de un tiroteo, pero se descartó que fuera Apache Kid porque el cadáver era de un individuo muy viejo.
Fue en 1894 cuando los crímenes cesaron. Algunos aseguraron que el apache se había retirado a México, y otros que murió a manos de Walapai Ed Clark, después de que le hiriera gravemente en las montañas Galiuro. Nuevamente los hechos criminales reaparecieron en 1899. Se reportó su muerte por tuberculosis. Más rumores del apache surgieron al sur de Nuevo México en 1907 cuando un grupo de hombres fue en búsqueda de rateros que se habían apropiado de caballos y otros objetos. En la acometida se toparon con dos apaches e hirieron a uno gravemente. Temiendo represalias, los perseguidores huyeron. Días después encontraron a una mujer escarbando en la basura. Dijo ser la esposa de Apache Kid y declaró que había muerto.

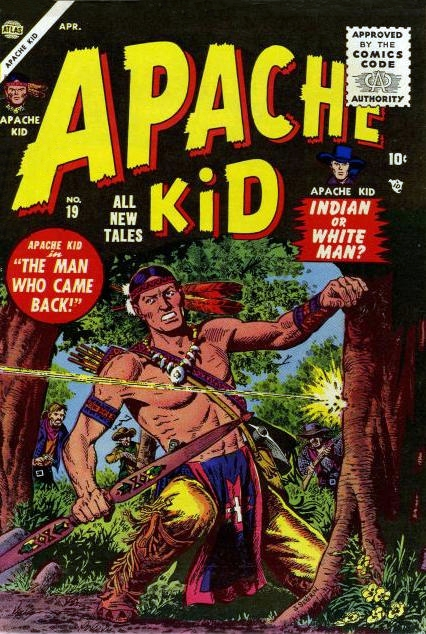
En los años 1950 existió una historieta con el nombre Apache Kid, pero su personaje no estaba basado en el fugitivo de la vida real.

Con todo, los reportes de robo de ganado no cesaron hasta 1920 en el sur de Arizona. En general prevalecen las dudas acerca de los hechos y la muerte del apache. Los rumores esparcidos se atribuyeron a una manera de venganza, debido a la forma como fueron maltratados los Apache Scouts, por el Gobierno estadounidense después de las Guerras apaches.
A pesar de la incertidumbre, existe un monumento a la memoria del fugitivo en el Bosque Nacional Cibola en las montañas San Mateo de Nuevo México, donde se presume están los restos del Apache Kid.